# Karl Schuh
Karl Schuh (* 11. Februar 1876 in Hildesheim; † 15. Dezember 1960 in Duisburg-Meiderich) war ein deutscher Eisenhüttenmann und Manager der deutschen Stahlindustrie.

## Leben
Nach dem Abitur an der Oberrealschule in Göttingen studierte Karl Schuh an der Bergakademie Clausthal Eisenhüttenkunde. 1899 wurde er Mitglied des Corps Hercynia Clausthal. Nach Abschluss des Studiums als Diplom-Hütteningenieur trat er in den Thyssen-Konzern ein und wurde Betriebsleiter des Hüttenbetriebes Meiderich. Er wurde Vorstandsmitglied der AG für Hüttenbetrieb im Thyssen-Konzern in Duisburg-Meiderich und war nach Gründung der Vereinigten Stahlwerke AG bis zu seiner Pensionierung Vorstandsmitglied der Vereinigten Stahlwerke und Hüttendirektor des Hüttenbetriebes in Meiderich.

## Auszeichnungen
- Dr.-Ing. E. h.
- Ernennung zum Ehrenmitglied des Corps Hercynia Clausthal, 1949